# Сабазій
Сабазій (дав.-гр. Σαβάσιος) — фракійсько-фригійське ідол.
Згідно з переказами, Сабазій шанувався як бог-цілитель, бог родючості та землеробства. Його священною твариною була змія.
У Греції Сабазій ототожнювався з Діонісом-Загреєм, сином Зевса і Персефони. Його культ поширився в Греції в 5 столітті до нашої ери.
Сабазій — епітет Юпітера у Фригії та на Криті.